# Retrato de um homem em giz vermelho (Da Vinci)
O Retrato de um Homem em Giz Vermelho (c. 1510) na Biblioteca Real de Torino é amplamente, embora não universalmente, aceito como um autorretrato de Leonardo da Vinci. Pensa-se que Leonardo da Vinci desenhou este autorretrato por volta dos 60 anos de idade. O retrato foi amplamente reproduzido e tornou-se uma representação icónica de Leonardo como um polímata ou "Homem da Renascença". Apesar disso, alguns historiadores e estudiosos discordam quanto à verdadeira identidade do modelo.

## Descrição e proveniência
O retrato é desenhado com giz vermelho sobre papel. Retrata a cabeça de um homem idoso em visão de três quartos, com o rosto voltado para o observador. O sujeito se distingue por seus longos cabelos e barba longa e ondulada que caem sobre os ombros e o peito. O comprimento do cabelo e da barba é incomum nos retratos renascentistas e sugere, como agora, uma pessoa de sagacidade. O rosto tem nariz um tanto aquilino e é marcado por linhas profundas na testa e bolsas abaixo dos olhos. Parece que o homem perdeu os dentes frontais superiores, causando aprofundamento dos sulcos das narinas. Os olhos da figura não prendem o espectador, mas olham para frente, velados pelas longas sobrancelhas. O desenho, em linhas finas e únicas, sombreado por hachuras e executado com a mão esquerda, como era hábito de Leonardo. O papel apresenta “marcas de raposa” acastanhadas causadas pelo acúmulo de sais de ferro devido à umidade.
Em 1839, Giovanni Volpato, um negociante de antiguidades que pode ter comprado o desenho na Inglaterra ou na França, vendeu-o ao príncipe Charles Albert da Sardenha junto com outros desenhos de grandes artistas como Rafael e Michelangelo. Está alojado em Torino, na Biblioteca Real, e geralmente não é visível ao público devido à sua fragilidade e mau estado. Os pesquisadores desenvolveram uma forma não destrutiva de avaliar a condição do desenho, descrevendo e quantificando os cromóforos que afetam o papel. A sua técnica, descrita em Applied Physics Letters (2014), será utilizada para avaliar a taxa de deterioração da imagem e deverá ajudar no planeamento de estratégias de conservação adequadas.

## História e atribuição
Estima-se que o desenho tenha sido desenhado c.1510, possivelmente como um autorretrato de Leonardo da Vinci. Em 1839, foi adquirido pelo rei Carlos Alberto da Sardenha. A suposição de que o desenho é um autorretrato de Leonardo foi feita no século XIX, com base na semelhança do modelo com o possível retrato de Leonardo como Platão na Escola de Atenas de Rafael e na alta qualidade do desenho, consistente com outros de Leonardo. Também foi decretado como um autorretrato com base em sua semelhança com o retrato de Leonardo no frontispício da segunda edição de Le vite de' più eccellenti pittori, scultori e architettori (1568), de Vasari. Durante a Segunda Guerra Mundial, o suposto autorretrato foi temporariamente transferido de Turim para Roma para evitar ser levado pelos nazistas, ficando um tanto danificado no processo. Em 2000, Frank Zöllner refletiu que "Este desenho em giz vermelho determinou em grande parte a nossa ideia da aparência de Leonardo, pois durante muito tempo foi considerado seu único autorretrato autêntico.".